# Team Buddies
Team Buddies est un jeu vidéo développé par le studio Osiris Studios de Psygnosis. Il est sorti le 13 septembre 2000 en France métropolitaine. Team Buddies met en scène des équipes de buddies, petites pilules colorées en plastique, se livrant bataille.
Les buddies vivaient paisiblement jusqu'à ce qu'un cube géant ne vienne semer la discorde en parachutant chez eux des caisses remplies d'armes. Ils sont alors regroupés par équipes de même couleur, ont commencé à se battre pour obtenir des armes, et dominer les autres équipes.
Le but d'une partie dans le jeu est de développer son armée (limitée a 4 buddies) et de détruire ensuite les autres équipes. Pour cela, le joueur dispose des caisses précédemment larguées pour fabriquer des armes, des buddies, ou des tanks.

## Le jeu
Lors d’une partie de Team Buddies, de deux à quatre équipes s’affrontent sur un terrain donné. Le joueur dispose au début d'une partie d'un ou deux buddies, doit trouver et ramener des caisses sur sa zone d'empilement. Les caisses sont parachutées régulièrement à certains endroits du terrain. Les combinaisons de caisses sur la zone d'empilement permettent au joueur d'obtenir armes, véhicules et personnages.
Plusieurs types de jeu sont possibles et déterminent la manière dont est choisie l'équipe gagnante :
- Combat à mort : La dernière équipe survivant emporte la partie ;
- Domination : Plusieurs points de contrôle sont disposés sur le terrain. Lorsqu'un joueur s'approche d'un point de contrôle, il prend la couleur de son équipe. Au fil de la partie les points de contrôle rapportent des points à leurs équipe. Au bout d'un temps fixé, ou lorsqu'une équipe a atteint un certain nombre de points, l'équipe ayant le meilleur score est déclarée gagnante ;
- Football : Des cages sont attribuées à chaque équipe et une balle est lâchée au centre de la carte. Lorsqu'un buddy porte la balle dans les caisses d'une équipe adverse, il fait gagner des points à son équipe. Au bout un temps fixé, ou lorsqu'une équipe a atteint un certain nombre de points l'équipe ayant le meilleur score est déclarée vainqueure.

Jusqu'à quatre joueurs, ou ordinateurs, peuvent s'affronter dans un mode multijoueur. Il existe aussi un mode solo avec des modes de victoire encore différents.

### Le terrain
Les parties se déroulent sur des terrains dans lesquels on trouve plusieurs objets et êtres vivants. Chaque équipe se voit attribuer une zone d'empilement de caisses et un bâtiment appelé base, dont la destruction engendre l'inactivation de la zone d'empilement. Les caisses sont parachutées dans des zones de largage. Empilées sur les zones d'empilement des équipes, elles peuvent libérer, des armes, des buddies ou encore des véhicules'. Si elles sont ouvertes ailleurs, alors elles libèrent des items.
Sur le terrain, certains éléments de décors comme les bancs, les arbres, les panneaux etc. libèrent aussi des items une fois détruits. Des zones de téléportation, ou téléporteurs, emmènent le buddy qui le franchit à un autre endroit. Des montagnes, des marres d'eau ou de lave, ainsi que des cascades jonchent le terrain avec différents effets sur la santé des buddies et de leurs véhicules.
Vivent des animaux qui peuvent aider ou attaquer les joueurs. Des items sont peuvent être disséminés à travers le terrain (armes, ordures…). Des tourelles sont parfois placées à des endroits stratégiques de la carte, utilisables ou non par un buddy.

### Les équipes
Chaque joueur contrôle une équipe et chaque équipe regroupe un à quatre buddies. Un joueur ne contrôle qu'un buddies à la fois, mais il a la possibilité de choisir à tout moment quel buddy contrôler. Lorsque le joueur ne contrôle pas un personnage, alors l'ordinateur prend le relais.

### L'empilement
L'empilement des caisses est un élément stratégique du jeu, en effet la zone d'empilement est de dimensions 2x2x2, ce qui laisse plusieurs combinaisons pour plusieurs résultats :
- 1x1x1 donnera une arme légère ;
- 2x1x1 donnera des grenades ;
- 2x1x2 donnera une arme lourde ;
- 1x2x1 donnera un buddy léger ;
- 2x2x1 donnera un buddy lourd ;
- 2x2x2 donnera un véhicule.

Différents types de caisses existent. Les rouges sont les plus communes, contrairement aux bleues qui sont larguées sur les zones habituelles à un intervalle plus grand, ou dans des recoins plus cachés de la carte. Les caisses bleues sont plus lourdes et donc plus dures à acheminer, mais une seule caisse bleue dans une construction l'améliore considérablement. La force des armes, des buddies et des véhicules est accrue ainsi que les points de vie des buddies et des véhicules. Les effets des caisses bleues ne sont pas cumulables dans une même construction.

### Les classes de buddies
Les classes de personnages sont fixés à chaque partie et peuvent être parmi les suivants :
- Le fantassin est l'unité de base ;
- Le commando est un fantassin amélioré, il subit moins le recul quand il utilise ses armes ;
- Le médecin peut évaluer l'état de santé des autres personnages (le joueur voit affiché un curseur près des autres personnages), information que les autres n'ont pas. Il peut soigner ses alliés et gonfler ses ennemis à la manière d'un ballon de baudruche, et ainsi les rendre plus sensibles aux balles, et compliquer leur déplacement ;
- Le ninja est plus rapide et saute plus haut que les autres personnages. Il est doté d'un sabre qui le permet de faire plus de dégâts à mains nues qu'un commando, et de séparer les caisses liées sur les zones d'empilement ;
- Le cyborg est très lent, saute ridiculement bas mais est très résistant. Il ne craint pas la lave, et peut évaluer l'état de santé d'un bâtiment ou d'un véhicule (de la même manière que pour le médecin, le joueur voit apparaître un curseur près des bâtiments et des véhicules) ;
- L'espion peut se rendre invisible tant qu'il n'utilise pas d'arme et se tient hors des liquides (lave, flaques d'eau, cascades). Il a la faculté de voler les armes des autres personnages lorsqu'il se bat à mains nues ;
- Le super buddy vole ou fait de longs sauts élancés en fonction de sa puissance. Il tire des lasers avec ses yeux mais ne peut porter d'arme ou monter dans un véhicule.

### La base
Chaque équipe possède une "base", un bâtiment qui se situe généralement près de la zone d'empilement, et qui une fois détruit empêche toute construction sur la zone d'empilement. C'est donc un des objectifs principaux pour détruire l'équipe adverse. Dans certaines missions du mode solo, le joueur commence sans base.

### Les items
Différents items sont libérés par les caisses, les éléments du décor ou encore sont présents directement sur la carte. Si un personnage s’approche de l’item, alors il l’accapare. On distingue les items suivants :
- Le cœur soigne le personnage ;
- La munition recharge l’arme du personnage ;
- La super munition recharge toute l’arme du personnage ;
- Le bouclier protège le personnage pendant un laps de temps ;
- Les bottes de plomb ralentissent le personnage et l’empêchent de sauter pendant un laps de temps ;
- Les bottes glissantes font déraper un personnage pendant un laps de temps ;
- L’accélérateur augmente la cadence de tir pendant un laps de temps ;
- L’item mystère qui donne aléatoirement un des effets décrits ci-dessus ;
- Enfin plusieurs items sont des armes qui équipent le personnage qui s’en empare.

### Le décor, les bâtiments
Les cartes sont généralement remplis d'arbres, de bâtiments et d'objets divers (bancs etc.). Tous ont un nombre de vie limité et une fois détruits, libèrent des munitions, des points de vie et des items spéciaux. Généralement plus un bâtiment est gros, plus il recèle d'objets utiles.

### La faune
Les cartes sont souvent peuplées d'animaux sauvages ou d'autre buddies plutôt neutres face aux batailles. Il est possible de dompter certains animaux afin de les rallier à sa cause mais ils sont assez peureux et leur efficacité est souvent limitée.

### La stratégie
Team Buddies est un jeu de stratégie en temps réel. En effet, les équipes doivent accaparer les ressources que sont les caisses et se battre pour les obtenir afin de développer leur armée. Les zones de largage des caisses sont donc souvent des points stratégiques où se déroulent bon nombre de batailles. Le jeu n'est pas tellement axé sur le côté combat, puisqu'il "suffit" de verrouiller un ennemi et de tirer durant les combats, mais sur la gestion de l'équipe. Le joueur peut donc passer des ordres basiques à ses coéquipiers : "Protégez-moi", "Attaquez cet ennemi", "Attaquez ce bâtiment", "Venez ici", "Prenez cette caisse", "Construisez ceci". Il a aussi la possibilité de laisser ses coéquipiers se gérer eux-mêmes, mais il arrive souvent que si l'équipe n'est pas en position de faiblesse, tous se retrouvent dans un véhicule, et ne puissent réagir rapidement aux ordres.

## Scénario

### Monde 1: Central Park
Le président nous demande de contrer la nouvelle guerre civile déclarée par le parachutage des armes. Pour ce faire il a créé l'Agence Centrale d'Incompétence pour nous informer.

## Les éléments du jeu

### Buddies
| Type       | Points de vie | Points de vie | Coup spécial                            | Puissance du coup spécial | Puissance du coup spécial | Particularités |
| ---------- | ------------- | ------------- | --------------------------------------- | ------------------------- | ------------------------- | --- |
| Type       | Normal        | Amélioré      | Coup spécial                            | Normal                    | Amélioré                  | Particularités |
| Infanterie | 80            | 120           | Baffes                                  | 1                         | 1.5                       | Buddy de base |
| Commando   | 120           | 160           | Baffes                                  | 3                         | 3                         | Ressent moins le recul en utilisant les armes que l'infanterie |
| Médecin    | 85            | 120           | Gonfle les ennemis et soigne les alliés |                           |                           | La vie du médecin régénère avec le temps. Il peut évaluer la santé d'un ennemi. Il peut gonfler un ennemi comme un ballon de baudruche, qui se dégonflera comme tel ou explosera à la première balle. Il peut soigner ses alliés. |
| Ninja      | 120           | 150           | Sabre                                   |                           |                           | Le ninja saute plus haut que les autres buddies. Il peut séparer les caisses liées sur les zones d'empilement à l'aide de son sabre. Il donne des coups de sabre en sautant. |
| Cyborg     | 200           | 250           | Baffes électriques                      |                           |                           | Le cyborg compense sa grande quantité de vie par son poids : il est très lent et ne saute pas haut. Il ne craint pas la lave, est très résistant au feu et peu écraser un buddie en lui sautant dessus. Il peut évaluer les dégâts d'un bâtiment ou d'un véhicule.                                                                   |
| Espion     | 100           | 130           | Baffes et vol                           |                           |                           | L'espion peut se rendre invisible. Il redevient visible lorsqu'il marche dans de l'eau ou se bat. Il peut voler les armes des autres buddies. |
| SuperBuddy | 200           | 250           | Yeux laser & tourbillon                 |                           |                           | Le super buddie peut voler lorsqu'il a été conçu avec une caisse bleue, et effectuer de longs sauts élancés sinon. Il ne peut ni conduire de véhicule ni tenir d'arme entre ses mains, cependant il possède des yeux laser qui lui permettent d'infliger des dégâts aux ennemis. Il peut les faire tourbillonner en s'en approchant. |

### Jeux d'armes disponibles en mode multijoueur
| Nom     | Nom | Arme légère               | Grenades                       | Buddy 1          | Arme lourde                  | Buddy 2            | Véhicules                       |
| ------- | --- | ------------------------- | ------------------------------ | ---------------- | ---------------------------- | ------------------ | ------------------------------- |
| Monde 1 | -   | Uzi 8mm                   | Grenades                       | Infanterie       | Bazooka                      | Commando           | Petit Tank                      |
| Monde 1 | +   | Uzi 12mm                  | Super grenades                 | Super infanterie | Super Bazooka                | Super commando     | Petit Tank Mitrailleuse         |
| Monde 2 | -   | Fusil de chasse           | Grenades à retardement         | Infanterie       | Mitrailleuse                 | Pompier            | Petit Tank Roquettes            |
| Monde 2 | +   | Fusil de chasse amélioré  | Super grenades à fragmentation | Super Infanterie | Canon mitrailleuse           | Super pompier      | Petit Tank Mitrailleuse Biplace |
| Monde 3 | -   | Mini lance missile        | Grenades napalm                | Infanterie       | Lance Flamme                 | Ninja              | Tank Moyen                      |
| Monde 3 | +   | Mini lance missile 2      | Super grenades napalm          | Super Infanterie | Lance Flamme 2               | Super ninja        | Tank Moyen Biplace              |
| Monde 4 | -   | Boule de Feu              | Grenade à fragmentation        | Commando         | Roquette 4 Tirs              | Cyborg             | Tank Roquettes Tyran            |
| Monde 4 | +   | Boule de Tonnerre         | Super Grenades à Fragmentation | Super Commando   | Super Roquette 4 Tirs        | Super Cyborg       | Tank Tueur                      |
| Monde 5 | -   | Pisto glace               | Grenades glace                 | Commando         | Lance énergie                | Espion buddy       |                                 |
| Monde 5 | +   | Super Pisto glace         | Super Grenades glace           | Super Commando   | Super Lance énergie          | Super Espion buddy |                                 |
| Monde 6 | -   | Tazar                     | Obus à Mitraille               | Commando         | Missile 4 Tirs               | Super buddy        | Aéroglisseur                    |
| Monde 6 | +   | Super Tazar               | Super Obus à Mitraille         | Super Commando   | Super Lance-Missile          | Super Super buddy  | Super Aéroglisseur              |
| Monde 7 | -   | Missile de Poche          | Grenade à éclairs              | Commando         | Pistolet éclair              | Super              | Tank Flammes                    |
| Monde 7 | +   | Missile de Poche Amélioré | Super grenade à éclairs        | Super Commando   | Pistolet à éclair Kryptonite | Super Super        | Super Tank Flammes              |
| Monde 8 | -   | Pistolet laser            | Obus à fragmentation           | Cyborg           | Canon à pulsation            | Super buddy        | Robot                           |
| Monde 8 | +   | Super Pistolet laser      | Obus à fragmentation           | Super Cyborg     | Super Fusil laser            | Super Super buddy  | Super Robot                     |

## Versions du jeu
Il existe plusieurs versions du jeu. Il existe deux versions PAL pour l'Europe. Une première avec les langues anglaise, française et allemand, et une seconde avec les langues anglaise, italienne et espagnole. Il existe une version NTSC pour l'Amérique du Nord. Les versions PAL et NTSC diffèrent en certains points : la version européenne comporte un langage grossier et est interdit aux moins de 16 ans. La version NTSC est quant à elle tout public et les répliques outrageuses des buddies ont été supprimées.
Durant son développement, le jeu a été nommé Leggit et Battle Buddies. Pour l'Amérique du Nord, le jeu devait normalement porter le nom de Battle Buddies mais le nom définitif a fini par être Team Buddies.

## Fangames
Plusieurs fans ont réalisé des remakes du jeu sur différentes plateformes :
- Teambudd.io : remake du jeu en navigateur jouable en ligne http://teambudd.io ;
- Fan remake en C++ cross plateforme (abandonné) https://www.indiedb.com/games/team-buddies-fan-remake ;
- Fan remake en Unity (preuve de concept) https://www.youtube.com/watch?v=DgfG_HsNFIA.